# Främlingen på Wildfell Hall
Främlingen på Wildfell Hall (original: The Tenant of Wildfell Hall) är en brevroman från 1848 av Anne Brontë. Den översattes år 2004 till svenska.

## Handling
Romanen berättas av jagpersonen Gilbert Markham men också genom en dagbok av titelpersonen Helen Huntingdon.
I början hyr Helen under namnet Mrs Graham Wildfell Hall av ägaren Frederick Lawrence och bor där med sin lille son. Hon lever rätt isolerat och grannarna är nyfikna. En av dem, Gilbert Markham, blir förälskad i henne, visar vänlighet mot pojken och lyckas bli Helens vän. Hon ägnar sig åt målning för att försörja sig och sonen och säger sig vara änka. Men det är inte sant; hon har flytt från sin man Arthur Huntingdon, som är alkoholist och sexuellt utsvävande.

## Mottagande
Romanen blev en publikframgång men kritiserades hårt på grund av sin realistiska bild av alkoholism och att Helens flykt från sin make skildras positivt. En kritiker skrev att boken ”avslöjade en morbid förkärlek för råhet”. I sitt förord till andra upplagan skrev Anne Brontë:
Jag vill påstå att när vi har att göra med lasten, och med lastbara gestalter, är det bättre att skildra dem sådana som de verkligen är än sådana som de skulle vilja framstå. --- Det ringa pund Gud har skänkt mig ska jag försöka förvalta på allra bästa sätt, om jag förmår roa ska jag också försöka göra nytta, och när jag anser det som min plikt att uttala en motbjudande sanning skall jag också, med Guds hjälp, uttala den, även om det skulle vara till skada för mitt goda namn och ske på bekostnad av såväl läsarens som mitt eget omedelbara nöje.
Skildringen av Arthur Huntingdon anses vara inspirerad av författarens alkoholiserade bror Branwell Brontë.

## Huvudkaraktärer
- Gilbert Markham, en 24-årig bonde, berättaren i romanen.
- Helen Graham, mystisk änka som bor på Wildfell Hall.
- Arthur Huntingdon, en man med svaghet för att dricka och spela.
- Walter Hargrave, vän med Arthur Huntingdon, kusin till Annabella Wilmot.
- Ralph Hattersley, vän med Arthur Huntingdon, gifter sig med Milicent.
- Milicent Hargrave, en naiv flicka som gifter sig med Ralph Hattersley mot sin vilja, Walters syster och nära vän till Helen.
- Lord Lowborough, vän till Huntingdons och Anabellas make.
- Annabella Wilmot, senare Lady Lowborough, Arthur Huntingdons älskarinna.

## Filmatiseringar
- 1968 – Främlingen på Wildfell Hall – brittisk tv-serie med Janet Munro, Corin Redgrave och Bryan Marshall i huvudrollerna.
- 1996 – Främlingen på Wildfell Hall – brittisk tv-serie med Tara Fitzgerald, Toby Stephens, Rupert Graves och James Purefoy i huvudrollerna.